# Gönc
Gönc este un oraș în districtul Gönc, județul Borsod-Abaúj-Zemplén, Ungaria, având o populație de 2.218 locuitori (2011). 

## Demografie
Componența etnică a orașului Gönc
     Maghiari (93,33%)
     Romi (6,46%)
     Slovaci (0,21%)
Componența confesională a orașului Gönc
     Romano-catolici (45,4%)
     Reformați (28%)
     Fără religie (3,02%)
     Necunoscută (22,86%)
     Alte religii (1,49%)
Conform recensământului din 2011, orașul Gönc avea 2.218 locuitori. Din punct de vedere etnic, majoritatea locuitorilor (93,33%) erau maghiari, cu o minoritate de romi (6,46%).  Nu există o religie majoritară, locuitorii fiind romano-catolici (45,4%), reformați (28,0%) și persoane fără religie (3,02%). Pentru 22,86% din locuitori nu este cunoscută apartenența confesională.